# Pseudattulus
Pseudattulus là một chi nhện trong họ Salticidae.